# Hiplyra variegata
Hiplyra variegata is een krabbensoort uit de familie van de Leucosiidae. De wetenschappelijke naam van de soort is voor het eerst geldig gepubliceerd in 1830 door Rüppell.